# Église du Santissimo Redentore (Naples)
L'église du Santissimo Redentore (église du Très-Saint-Rédempteur), dite aussi chapelle d'Ayala, est une église de Naples située corso Vittorio Emanuele, dans le quartier de Chiaia. 

## Histoire

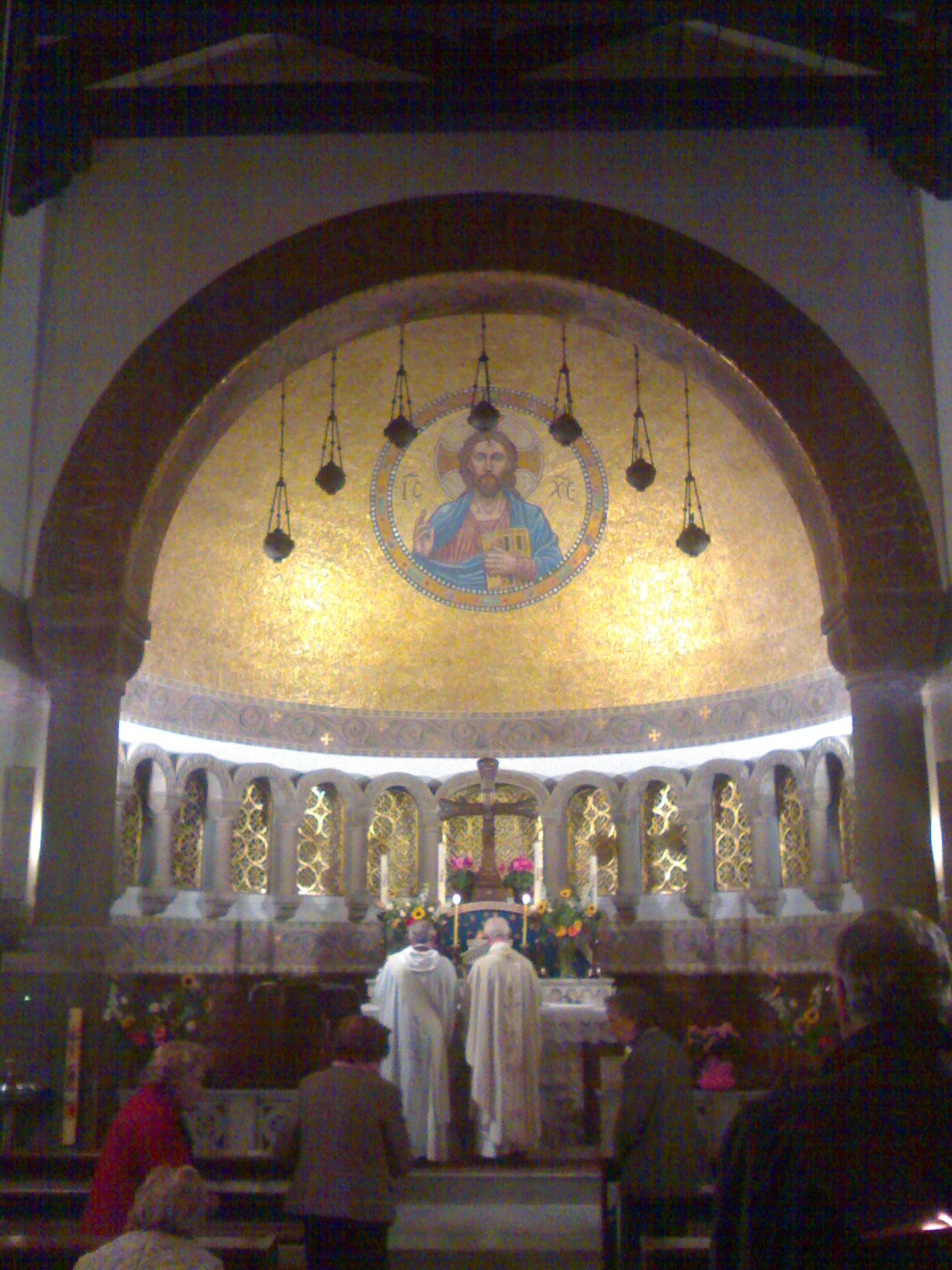
Vue de l'intérieur

La petite église est fondée par un aristocrate napolitain, Francesco d'Ayala Valva, contre son palais, le palazzo d'Ayala, pour remédier au manque de lieux de culte dans cette partie du corso. 
L'architecte Antonino Maresca di Serracapriola la conçoit en style éclectique avec une certaine influence paléochrétienne. 
Les travaux commencent en 1904 et se terminent seulement en 1912. Plus tard, elle est érigée en église paroissiale.

## Description
La petite église possède une nef rectangulaire éclairée de six grandes fenêtres. Elle est flanquée d'une petit campanile à gauche du chevet.
La façade s'articule en deux ordres: le premier est caractérisé par une porte d'entrée surmontée d'une lunette où est inséré un agneau sacrificiel, élément paléochrétien classique. L'entrée est en outre décorée d'ornementations. 
Le centre du second ordre présente une petite loggia vitrée, formée d'arcades en plein cintre surmontées d'une plaque lapidaire gravée. Sous la corniche de couverture, au sommet de l'édifice, on remarque d'une rangée de bande lombarde.
L'intérieur est décoré de deux édicules, l'un à gauche, l'autre à droite, et d'une splendide mosaïque dorée figurant le Rédempteur faisant le geste de la bénédiction, au fond de la nef. L'abside est embellie d'une série de stalles de bois. Il y a aussi en annexe de l'église, l'appartement du curé et une grande salle d'activités paroissiales.
L'église est facilement desservie par différentes lignes d'autobus et se trouve non loin de la station du funiculaire de Chiaia, Corso Vittorio Emanuele.

## Source de la traduction
- (it) Cet article est partiellement ou en totalité issu de l’article de Wikipédia en italien intitulé « Chiesa del Santissimo Redentore (Napoli) » (voir la liste des auteurs).